# Squash nos Jogos Pan-Americanos de 2019
As competições de Squash nos Jogos Pan-Americanos de 2019 em Lima, Peru, foram realizados de 25 a 31 de julho no Complexo Poliesportivo 2.
Foram realizados sete eventos, sendo um individual, um de duplas e um por equipes para cada gênero, além de um evento de duplas mistas. Foi a primeira vez em que o evento de duplas mistas é realizado nos Jogos Pan-Americanos.

## Calendário
| Julho / Agosto | 24 | 25 | 26 | 27 | 28 | 29 | 30 | 31 | 1 | 2 | 3 | 4 | 5 | 6 | 7 | 8 | 9 | 10 | 11 |
| -------------- | -- | -- | -- | -- | -- | -- | -- | -- | - | - | - | - | - | - | - | - | - | -- | -- |
| Squash         |    |    |    | 2  | 3  |    |    | 2  |   |   |   |   |   |   |   |   |   |    |    |

|  | Dia de competição |  | Dia de final |

## Medalhistas

### Masculino
| Evento              | Ouro                                                        | Prata                                                                 | Bronze                                                |
| ------------------- | ----------------------------------------------------------- | --------------------------------------------------------------------- | ----------------------------------------------------- |
| Individual detalhes | Diego Elías PER Peru                                        | Miguel Rodriguez COL Colômbia                                         | César Salazar MEX México                              |
| Individual detalhes | Diego Elías PER Peru                                        | Miguel Rodriguez COL Colômbia                                         | Roberto Pezzota ARG Argentina                         |
| Duplas detalhes     | Todd Harrity Chris Hanson USA Estados Unidos                | Shawn Delierre Nick Sachvie CAN Canadá                                | Diego Elías Alonso Escudero PER Peru                  |
| Duplas detalhes     | Todd Harrity Chris Hanson USA Estados Unidos                | Shawn Delierre Nick Sachvie CAN Canadá                                | Arturo Salazar César Salazar MEX México               |
| Equipes detalhes    | Andrew Douglas Chris Hanson Todd Harrity USA Estados Unidos | Miguel Ángel Rodríguez Andrés Herrera Juan Camilo Vargas COL Colômbia | Shawn Delierre Nick Sachvie Andrew Schnell CAN Canadá |
| Equipes detalhes    | Andrew Douglas Chris Hanson Todd Harrity USA Estados Unidos | Miguel Ángel Rodríguez Andrés Herrera Juan Camilo Vargas COL Colômbia | Alfredo Ávila César Salazar Arturo Salazar MEX México |

### Feminino
| Evento              | Ouro                                                            | Prata                                                           | Bronze                                                           |
| ------------------- | --------------------------------------------------------------- | --------------------------------------------------------------- | ---------------------------------------------------------------- |
| Individual detalhes | Amanda Sobhy USA Estados Unidos                                 | Olivia Blatchford USA Estados Unidos                            | Samantha Cornett CAN Canadá                                      |
| Individual detalhes | Amanda Sobhy USA Estados Unidos                                 | Olivia Blatchford USA Estados Unidos                            | Hollie Naughton CAN Canadá                                       |
| Duplas detalhes     | Amanda Sobhy Sabrina Sobhy USA Estados Unidos                   | Samantha Cornett Danielle Letorneau CAN Canadá                  | Giselle Delgado Ana Pinto CHI Chile                              |
| Duplas detalhes     | Amanda Sobhy Sabrina Sobhy USA Estados Unidos                   | Samantha Cornett Danielle Letorneau CAN Canadá                  | Laura Tovar Pérez María Tovar Pérez COL Colômbia                 |
| Equipes detalhes    | Olivia Blatchford Amanda Sobhy Sabrina Sobhy USA Estados Unidos | Samantha Cornett Danielle Letourneau Hollie Naughton CAN Canadá | Dina Anguiano Samantha Terán Diana García MEX México             |
| Equipes detalhes    | Olivia Blatchford Amanda Sobhy Sabrina Sobhy USA Estados Unidos | Samantha Cornett Danielle Letourneau Hollie Naughton CAN Canadá | Catalina Peláez Laura Tovar Pérez María Tovar Pérez COL Colômbia |

### Eventos mistos
| Evento          | Ouro                                          | Prata                                 | Bronze                                              |
| --------------- | --------------------------------------------- | ------------------------------------- | --------------------------------------------------- |
| Duplas detalhes | Catalina Peláez Miguel Rodriguez COL Colômbia | Alfredo Ávila Diana García MEX México | Andrew Douglas Olivia Blatchford USA Estados Unidos |
| Duplas detalhes | Catalina Peláez Miguel Rodriguez COL Colômbia | Alfredo Ávila Diana García MEX México | Jonathan Schnell Hollie Naughton CAN Canadá         |

## Países participantes
Um total de treze delegações classificaram equipes para as competições de squash. Os números em parênteses representam o número de participantes classificados. Bermuda fará sua estreia no squash nos Jogos Pan-Americanos.
- ARG Argentina (6)
- BER Bermudas (3)
- BRA Brasil (3)
- CAN Canadá (6)
- CHI Chile (6)
- COL Colômbia (6)
- ESA El Salvador (3)
- GUA Guatemala (3)
- GUY Guiana (3)
- JAM Jamaica (3)
- MEX México (6)
- PER Peru (6)
- USA Estados Unidos (6)

## Classificação
Um total de 60 atletas do squash (36 homens e 24 mulheres) classificaram-se para competir. Cada país pode inscrever um máximo de seis atletas (três por gênero). O país-sede, Peru, classificou automaticamente a delegação máxima para cada gênero. As onze melhores equipes masculinas (de três atletas) e as sete melhores equipes femininas (de três atletas), excluindo o Peru, no Campeonato Pan-Americano de 2018 conseguiram classificação. 

## Quadro de medalhas
| Ordem | País               | Medalha de ouro | Medalha de prata | Medalha de bronze |    |
| ----- | ------------------ | --------------- | ---------------- | ----------------- | -- |
| 1     | USA Estados Unidos | 5               | 1                | 1                 | 7  |
| 2     | COL Colômbia       | 1               | 2                | 2                 | 5  |
| 3     | PER Peru           | 1               |                  | 1                 | 2  |
| 4     | CAN Canadá         |                 | 3                | 4                 | 7  |
| 5     | MEX México         |                 | 1                | 4                 | 5  |
| 6     | ARG Argentina      |                 |                  | 1                 | 1  |
|       | CHI Chile          |                 |                  | 1                 | 1  |
| TOTAL | TOTAL              | 7               | 7                | 14                | 28 |